# ダビド・ベレンゲル
ダビド・ベレンゲル・レベルテ（David Belenguer Reverte, 1972年12月17日 - ）は、スペイン・バルセロナ県出身の元サッカー選手。ポジションはディフェンダー（センターバック）。

## 経歴
バルセロナ県ビラスサー・ダ・マール生まれ。レアル・マドリードの下部組織で育ち、20代後半までは主にセグンダ・ディビシオンのクラブを渡り歩いた。1994-95シーズン、パラモスでセグンダ・ディビシオンB降格を経験した。1996-97シーズンにはプリメーラ・ディビシオンのセルタ・デ・ビーゴに在籍したが、出場機会は1試合もなかった。1997-98シーズンにはアルバセテで38試合に出場した。1998-99シーズンはプリメーラ・ディビシオンのエクストレマドゥーラに在籍して36試合に出場したが、17位でセグンダに降格した。2000年、レアル・ベティスに移籍し、1部昇格に貢献した。ベティスには3シーズン在籍したが、2002-03シーズンは3試合しか出場できず、2004年にマドリードのヘタフェに移籍した。ヘタフェではベティスと同じようにプリメーラ昇格に貢献した。プリメーラでもレギュラーとして試合に出続け、ヘタフェに不可欠なセンターバックに成長した。2007-08シーズンのUEFAカップではベスト8に進出した。準々決勝ではアウェーゴール差でバイエルン・ミュンヘンに敗れた。ヘタフェではキャプテンを任せられている。2009年6月4日、すでに36歳ながらクラブとの契約延長が発表された。

## 所属クラブ
- 1992-1993  レアル・マドリードB
- 1993-1995  パラモスCF
- 1995-1996  CDレガネス
- 1996-1997  セルタ・デ・ビーゴ

1996-1997 → UEリェイダ(loan)
- 1997-1998  アルバセテBP
- 1998-2000  CFエクストレマドゥーラ
- 2000-2003  レアル・ベティス
- 2004-2010  ヘタフェCF
- 2010-2011  レアル・ベティス